# Javalaan 26 (Baarn)
De verbouwde langhuisboerderij Javalaan 26 is een gemeentelijk monument in Baarn in de provincie Utrecht.
De wit bepleisterde boerderij staat haaks op de weg. De vroegere schuur is bij het huis getrokken. In de topgevel zijn de beide oorspronkelijke negenruits vensters vervangen door twee vierruitsvensters met luiken.
Het pand is een van de laatste overblijfselen die verwijzen naar de agrarische bebouwing van de Baarnse wijk Oosterhei.